# Theodoor Janssens
Theodoor Petrus Franciscus Janssens (Sint-Niklaas, 25 april 1825 – aldaar, 18 januari 1889) was een Belgisch textielfabrikant en parlementslid. Van 1852 tot 1889 was hij onafgebroken de volksvertegenwoordiger van de Katholieke Partij voor het arrondissement Sint-Niklaas. Hij legde zo de basis van een homogene katholieke vertegenwoordiging van het Waasland in de Kamer die een halve eeuw lang duurde.

## Leven
De ouders van Theodoor waren de Wase textielindustriëlen Louis Janssens en Marie-Thérèse De Decker. 
Theodoor Janssens was een industrieel in de textielsector en was tevens in 1861 oprichter en voorzitter van de private spoorweg Mechelen-Terneuzen. Deze lijn werd tot in 1951 uitgebaat zowel voor goederen- als personenvervoer en bevatte de brug over de Schelde te Temse welke de grootste van België was en waarvan de bouw werd toevertrouwd aan Gustave Eiffel.
Ook zijn beide broers, Alfons en Louis, waren parlementslid en ook zijn oom Pierre de Decker, regeringsleider van 1855 tot 1857, en zijn neef Jean Baptiste Nobels maakten deel uit van het parlement in die periode. Zij vormden de eerste generatie van katholieke en Vlaamsgezinde landelijke politici na de Belgische onafhankelijkheid.
Zijn broer Joseph werd jezuïet in Leuven. Hij is bekend geworden als hellenist en latinist o.m. door zijn generaties lang in gebruik gebleven griekse en latijnse spraakleer. Hij werd ook tweemaal verkozen als provinciaal van de Belgische jezuïeten.
Zijn zoon Jozef Janssens de Varebeke was een bekend kunstschilder. Een tweede zoon Henri Janssens 'Dom Laurent' was professor Theologie te Rome, lid van de Romeinse Curie en secretaris van de Congregatie der Religieuzen en van de Bijbelcommissie. Hij werd titulair bisschop van Betsaide. Een andere zoon was Frans Alfons Janssens professor Biologie aan de Katholieke Universiteit Leuven en ontdekker van de chiasmatypie (crossing-over) betreffende de kerndeling van de cellen. Zijn zoon Paul Janssens de Varebeke volgde hem op als textielfabrikant en beheerder van de spoorweg 'Mechelen-Terneuzen'.
Janssens was tot zijn dood hoofdman van de Broederschap van het Allerheiligste Sacrament, hij werd na zijn dood opgevolgd door zijn zoon Jozef Janssens.